# Tara (budisme)

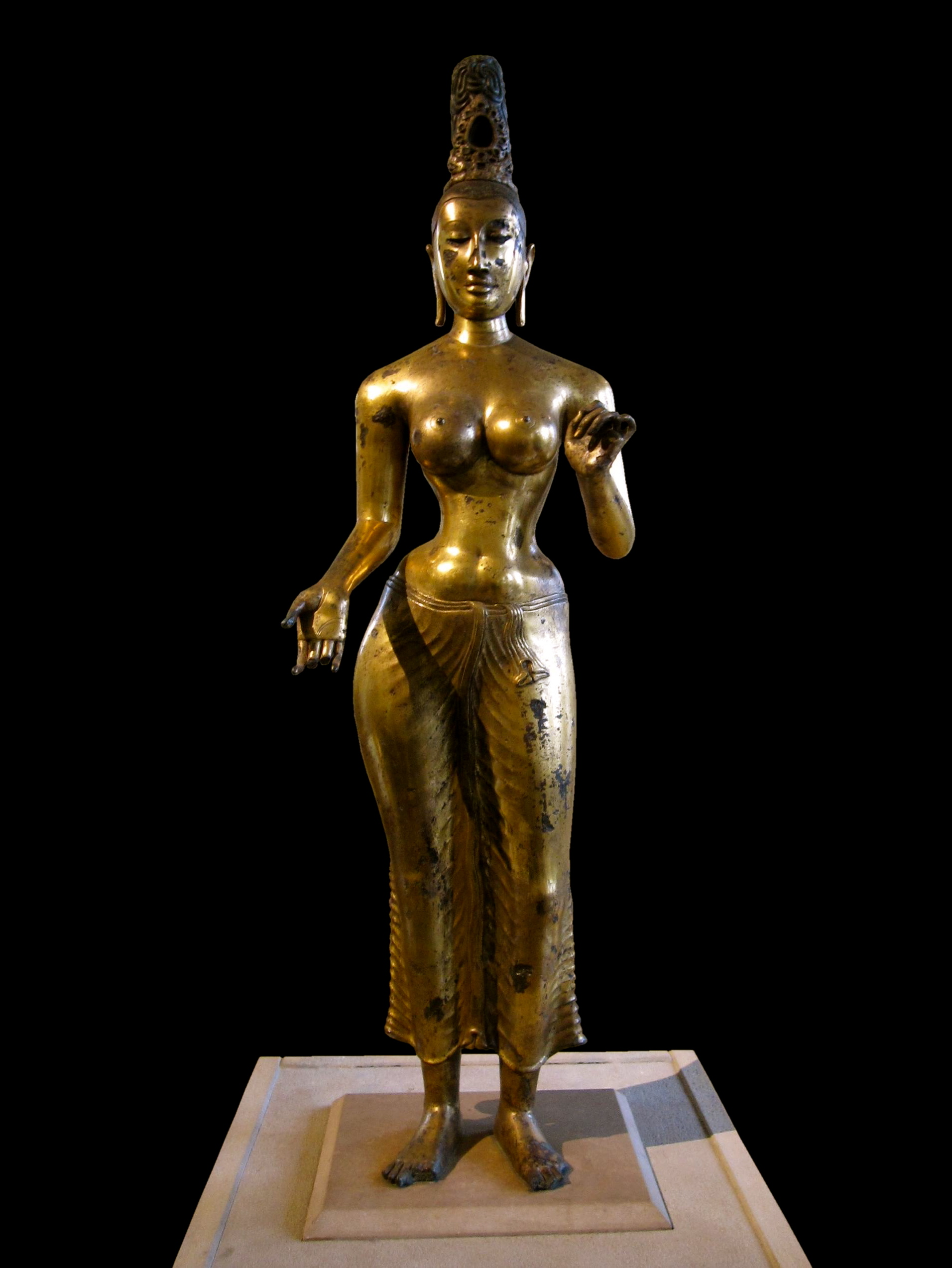
Tara, bronze, s. VII-VIII dC, procedent de Sri Lanka (Museu Britànic, Londres).

Tara (nom que prové del sànscrit: तारा, tārā, i vol dir "salvadora" o "protectora"; en tibetà: སྒྲོལ་ མ, Jetsun Dölma), també anomenada Arya Tara, és una bodhisattva (ésser que s'ha orientat cap al despertar) femenina del budisme vajrayāna, la qual està associada amb el budisme tàntric. El budisme vajrayana és una branca que té molta força al budisme tibetà. Així, Tara és usada pels practicants com a mètode per a desenvolupar certes qualitats interiors i comprendre l'exterior, l'interior i el secret de l'envelliment a través de la compassió (karuna), la bondat amorosa (metta) i el buit (shuniata). Vista com la mare de l'alliberament, és també una representació simbòlica de les virtuts de l'èxit a la feina i els grans assoliments. En context japonès és coneguda com a Tara Bosatsu (多羅菩薩), si bé no apareix en la branca japonesa del budisme vajrayāna, és a dir, el Budisme Shingon. En xinès se l'anomena Duōluó Púsà (多羅菩薩). Abans que Tara fos adoptada pel budisme, era venerada en l'hinduisme com a manifestació de la deessa Pàrvati.

## El culte
La manera més habitual d'encomanar-se a Tara és a partir de la pregària de les vint-i-una Tares, recitada durant el matí per les quatre escoles del budisme tibetà. El text s'anomena Elogi a les vint-i-una Tares i és l'oració més important del budisme tibetà sobre la boddhisattva Tara. Un altre text àmpliament difós i molt important és el Tantra, que és la font de totes les formes i les funcions de Tara com a mare de tots els tathagates.

Mantra de Tara: OṀ TĀRE TUTTĀRE TURE SVAHĀ

És considerada la "mare de l'alliberament" i representa les virtuts de l'èxit en el treball i en les gestes. Es diu que la seva compassió pels éssers vius és més forta que l'amor d'una mare pels seus fills. També aporta longevitat, protegeix els que viatgen per terra i els seus seguidors en el seu viatge espiritual cap al despertar.
El nom donat a Tara, en realitat, és un terme genèric per designar una sèrie de budes o boddhisattves a partir d'aspectes similars. Evoca diferents aspectes d'una mateixa qualitat, de la mateixa manera que els boddhisattves són de vegades considerats com a metàfores de virtuts.
El mantra principal de Tara és: “oṃ tāre tuttāre ture svāhā” (en sànscrit) o “oṃ tāre tu tāre ture soha” (en pali, pronunciat així pels budistes i tibetans que segueixen les tradicions tibetanes).

## Els orígens budistes

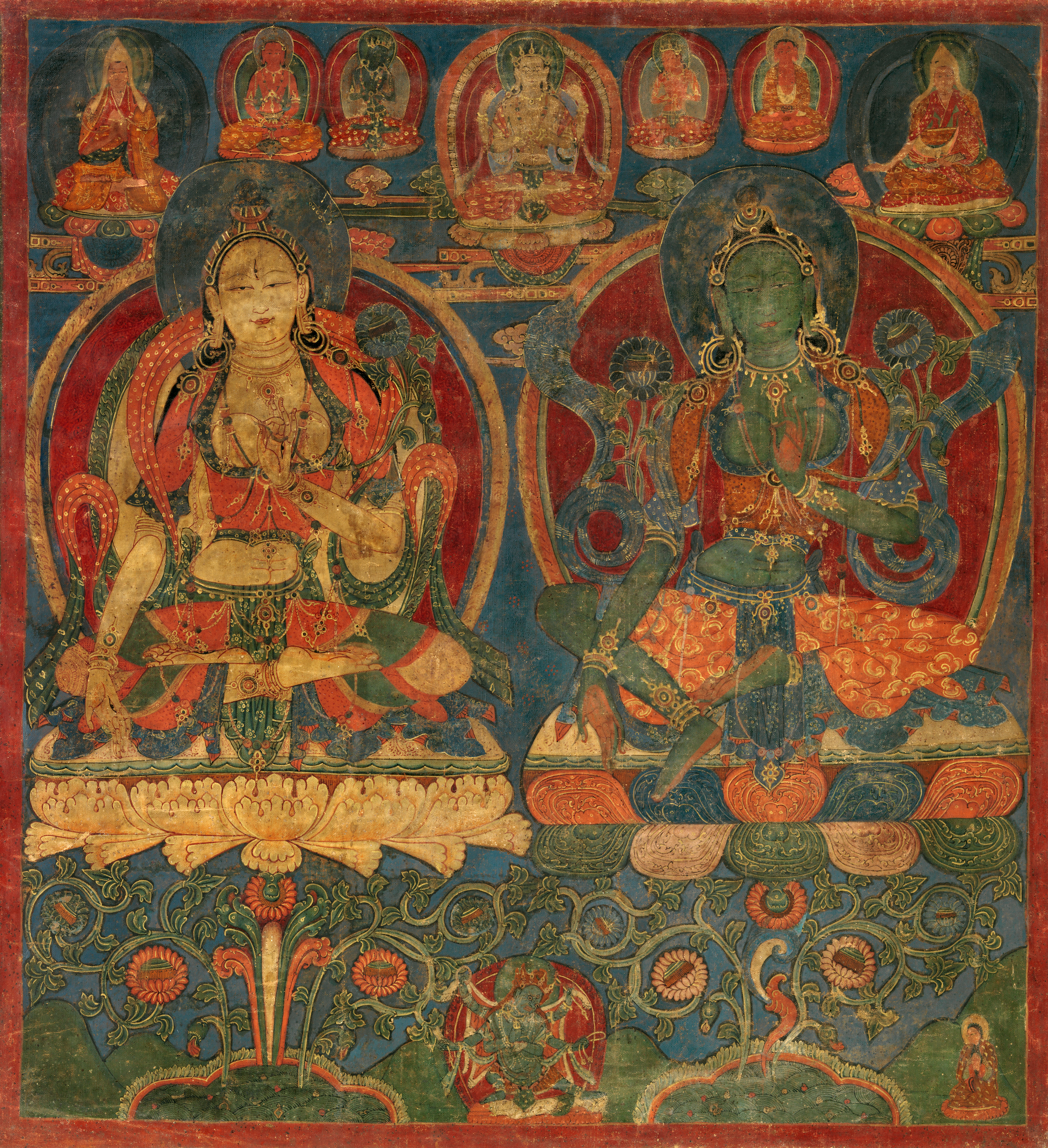
Tara Blanca i Tara Verda, thangka procedent de la regió de Guge, pigments sobre tela, 51.4 x 50.8 cm, 1450-1500 (The Metropolitan Museum of Art, Nova York).

Dins el budisme tibetà, Tara és considerada com una bodhisattva de la compassió i l'acció. És l'aspecte femení d'Avalokiteshvara (Chenrezig) i en algunes històries sobre el seu origen ella hauria nascut emergent de les llàgrimes d'aquest. Tara és també coneguda com una salvadora, una divinitat celestial que escolta els laments dels éssers que experimenten la misèria en el samsara. La figura de Tara prové de l'Hinduisme, on la devi Tara, va ser una divinitat dins un sens fi de figures de la deessa mare que acompanya a Sarasvati, Laksmi, Parvati, i Sakti. Al segle vi, durant l'era de l'Imperi Pala, Tara va ser adoptada al panteó budista com una important bodhisattva.
No és mera coincidència que fos introduïda pocs segles després de l'aparició dels sutres Prajñāpāramita en el que arribaria a ser el budisme mahayana de l'Índia. Segons Beyer, sembla que el principi femení fa la seva primera aparició al budisme com a deessa que va personificar la prajnaparamita. Així doncs, semblaria que el principi femení era la "mare de la perfecta saviesa". Més tard, Tara va arribar a ser vista com una expressió de la saviesa de la perfecta compassió. No obstant això, en ocasions, Tara és també coneguda com la "mare dels budes", la qual cosa normalment es refereix a la saviesa dels budes que ja han despertat, és a dir, han arribat al nirvana. Després a l'aproximar-se a les divinitats budistes, s'ha d'aprendre a no imposar marges totalment estrictes sobre el que una deïtat engloba, com oposada a una altra deïtat.
Segons la tradició budista, Tara va néixer de les llàgrimes de compassió del bodhisattva Avalokiteshvara. Es diu que plorava mentre mirava el món dels éssers que patien i les seves llàgrimes formaren un estany d'on brollà una flor de lotus. Quan es va obrir la flor de lotus, es va revelar la deessa Tara.
Una tradició similar és la que es refereix a la Tara Blanca, nascuda de les llàgrimes de l'ull esquerre d'Avalokiteshvara, mentre la Tara Verda va néixer de les del seu ull dret. En una tercera llegenda, s'explica que Tara va néixer d'un feix de llum blava que emanava d'un dels ulls d'Avalokiteshvara. Per aquesta raó es considera a Tara la companya d'Avalokiteshvara.
Al Tibet del segle vii, es creia que Tara estava encarnada en totes les dones piadoses. Es va associar especialment amb dues dones històriques del primer rei budista del Tibet, Songtsen Gampo (c.569 - c.649). Es va dir que la seva dona d'origen xinès imperial, Wencheng, era una encarnació de la Tara Blanca, mentre que la dona nepalí, Bhrikuti Devi, era una encarnació de la Tara Verda. Pot ser que el desig de considerar aquestes dues dones piadoses com a encarnacions de Tara va crear els conceptes de les formes verdes i blanques de la deessa.
Una altra raó per a la seva popularitat va ser que Tara es convertís en una divinitat budista que podia ser invocada directament pels laics, sense necessitat o intervenció d'un lama o monjo.

## Iconografia
Les formes més recurrents en les que se sol representar a Tara són: 

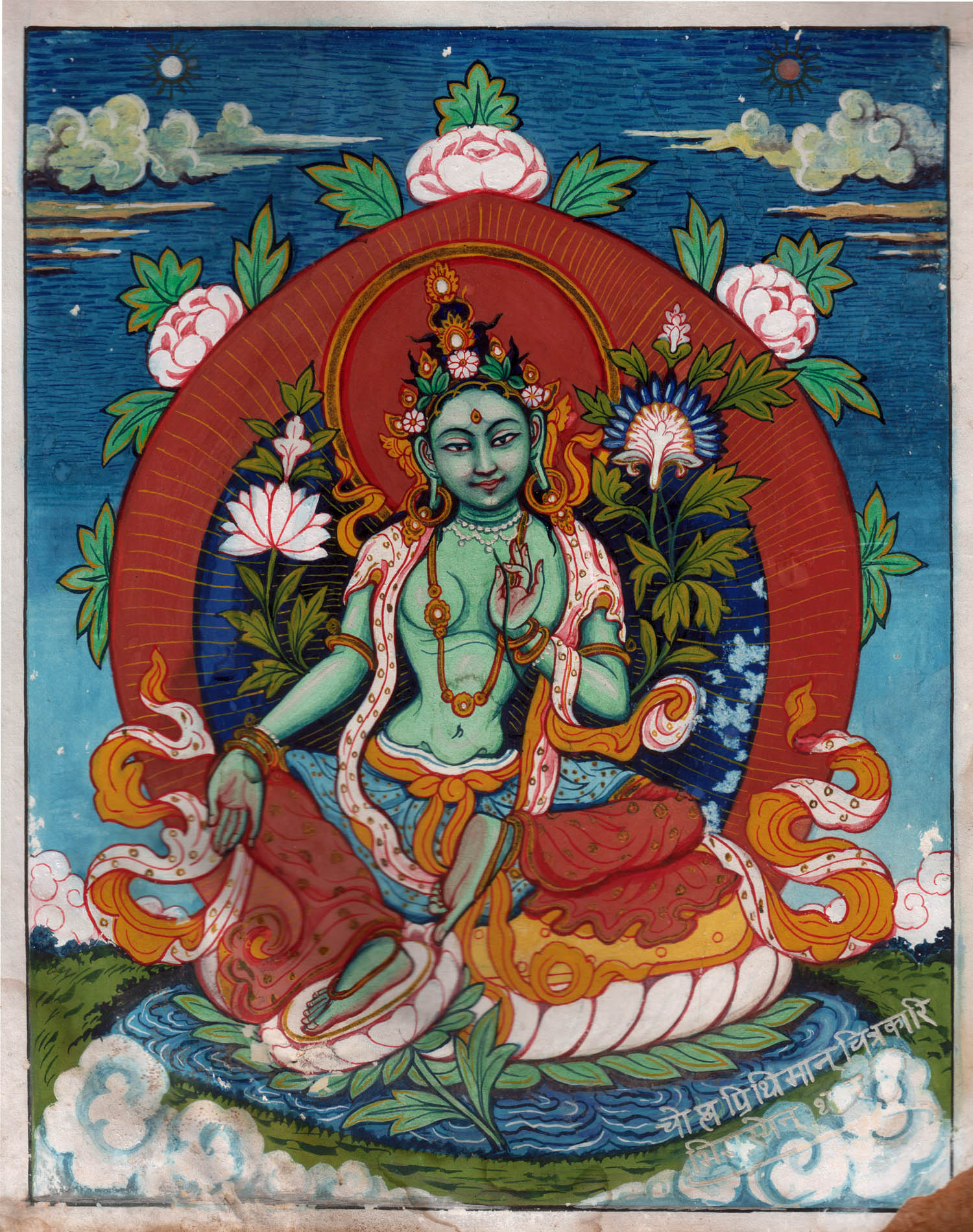
Pintura de Tara Verda, feta per Prithvi Man Chitrakari al 1947.

### Tārā Verda
Tārā Verda (en sànscrit: श्यामतारा, śyāmatārā, salvadora fosca): quan apareix amb el seu lotus mig obert, representa la nit.
Tot i ser la forma més ferotge de la divinitat, se la considera com la bodhisattva de l'activitat desperta, és a dir, la superació d'obstacles durant la meditació o en la vida. Igual que Avalokiteshvara, es creu que la Tara Verda és una emanació del Buda Amitabha, i de vegades es mostra una imatge d'Amitabha al capdavant de Tara.
La Tara Verda és la forma més valorada i venerada juntament amb la Tara Blanca. Juntes, la Tara Verda i Blanca simbolitzen la compassió interminable de la deessa que treballa dia i nit per alleujar el patiment. Per a molts és considerada la Tara original. En el budisme, el color verd significa activitat i realització. Així, Amoghasiddhi, el "Senyor de l'Acció", també té assignat el color verd.
La Tara Verda es reconeix iconogràficament amb facilitat perquè se la sol representar començant una acció. Mentre la cama esquerra es plega en la posició contemplativa, la cama dreta està estesa; a punt per sortir a l'acció. Amb la mà esquerra fa el mudra varada, que indica concessió, refugi; la seva mà dreta fa el mudra abhaya. A les seves mans també apareixen lotus de color blau i tancats, que simbolitzen la puresa i el poder. Està adornada amb les característiques joies riques d'un bodhisattva.

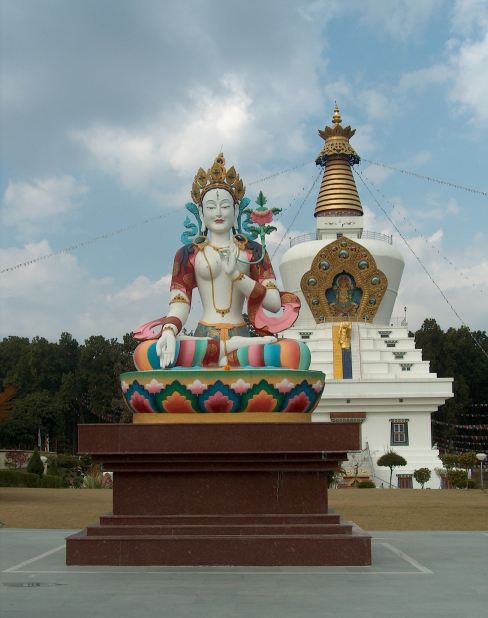
Estàtua de Tara Blanca, a l'stupa de Dehra Dun (Índia).

### Tara Blanca
Tara Blanca (en sànscrit: सिततर, sitatārā, salvadora blanca): quan apareix amb el seu lotus en plena floració, simbolitza el dia. Aquesta representa la compassió, la llarga vida, la salut i la serenitat; també és coneguda per dur un atribut, el chinta-chakra, una roda que es diu que compleix els desitjos. De vegades, se l'anomena com a "mare de tots els budes" i representa l'aspecte matern de la compassió. El seu color blanc significa puresa, saviesa i veritat.
En iconografia, se la representa sovint amb set ulls; a més dels dos habituals, té un tercer ull al front i un a cadascuna de les mans i els peus. Això simbolitza la seva vigilància i capacitat per veure tots els patiments del món. La "Tara dels Set Ulls" és la forma de la deessa especialment popular a la zona de Mongòlia. La Tara Blanca sol dur vestits i bufandes de seda que deixen el seu esvelt tors i pits arrodonits descoberts, a la manera de l'antiga Índia. Igual que la Tara Verda, està ricament adornada amb joies.
Es troba asseguda en posició del lotus, amb les plantes dels peus apuntades cap amunt. La seva postura és de gràcia i calma. La seva mà dreta fa el gest de la bonança i la seva mà esquerra es troba en el mudra protector (mudra abhaya). Amb la seva mà esquerra, subjecta una elaborada flor de lotus que conté tres flors més. El primer està en llavor i representa el Buda d'una era còsmica anterior, Kashyapa; la segona està en plena floració i simbolitza l'actual Buda Shakyamuni; el tercer està a punt per florir i significa el futur Buda Maitreya. Aquestes tres floracions simbolitzen que Tara és l'essència dels tres budes.

### Altres formes de Tara

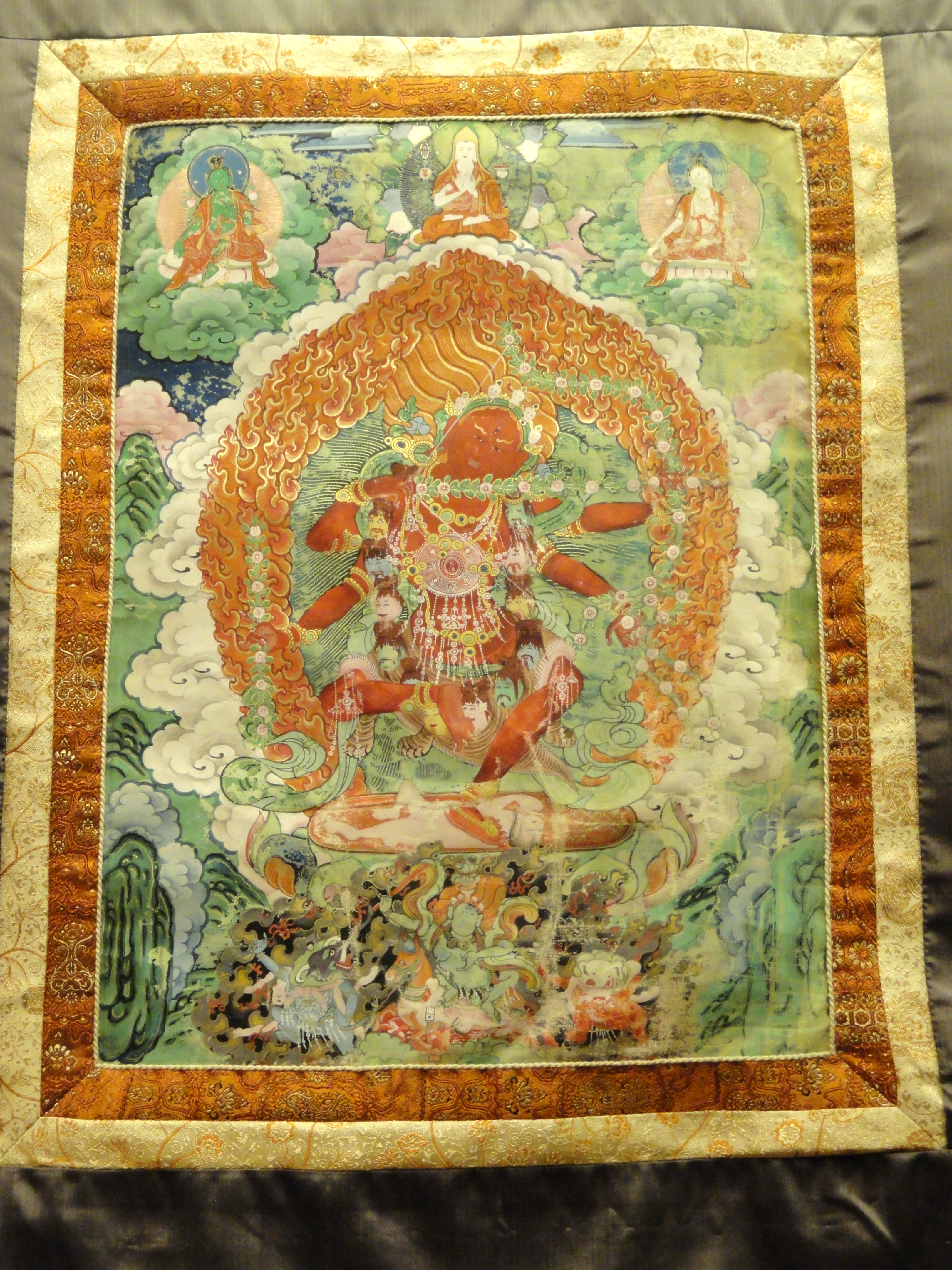
Kurukulla thangka, American Museum of Natural History, Manhattan, Nova York.

Existeixen altres formes menys recurrents en les que es sol representar a Tara, i són: 
- Tārā vermella o Kurukulla: presenta un aspecte violent i està associada amb el poder de l'atracció, tant de diners com de parella. Ensenya la consciència que discrimina sobre els fenòmens creats i com transformar el desig cru en compassió i amor
- Tara Negra: està associada amb el poder.
- Tara Groga: està associada amb la riquesa i la prosperitat. De vegades es representa en diverses formes com la "Tara groga de cintamani" (la qual sosté una gema cintamani que concedeix tots els desitjos), els vuit "Vajra Tārā" que apareixen armats i com a "Rajasri Tārā" de color daurat amb una flor de lotus blava.[5]
- Tara Blava o Ekajati: està associada amb la transmutació de la ira. Aquesta Tara Blava és protectora de l'escola tibetana Nyingma i expressa una energia femenina ferotge i iracunda. La seva invocació destrueix tots els obstacles del dharma i dóna bona sort i promou el despertar espiritual.
- Chintamani Tara: és una forma de Tara molt recurrent en els nivells alts de la pràctica del Tantra Ioga, dins l'escola Gelug del budisme tibetà. Se la sol retratar de color verd i sovint fosa, com una mateixa, amb la Tara Verda.
- Khadiravaṇi-Tārā (Tara del bosc de les acàcies): la qual es va aparèixer a Nagarjuna en la selva Khadiravani al sud de l'Índia. De vegades se la anomena com a la "Vintena Segona Tara".